# Dym (nowela)
Dym – nowela Marii Konopnickiej opublikowana została po raz pierwszy w 1890 na łamach czasopisma „Kurier Codzienny”. W 1893 wydano ją ponownie w zbiorze Na drodze. Tłem do napisania noweli stała się huta "Bankowa" w Dąbrowie Górniczej, w której pracował zięć Marii Konopnickiej.

## Treść
W noweli ukazana została wzajemna, bezinteresowna miłość matki i syna. Oboje wiodą skromne życie w mieście. Syn, Marcyś, pracuje jako kotłowy w fabryce, z komina której wydobywa się tytułowy dym. Matka spędza całe dnie, wyczekując powrotu syna z pracy. Marcyś jest dla niej całym światem, bez niego byłaby całkowicie samotna. Bardzo troszczy się o chłopca, odstępując mu nieraz swoją porcję obiadu. Syn darzy ją szacunkiem i jest jej wdzięczny. Pewnego dnia w fabryce dochodzi do wybuchu, w wyniku którego Marcyś ginie.

Długie jeszcze potem lata siadywała przy tym samym okienku, patrząc osowiałym, mętnym wzrokiem na fabryczny komin, z którego biły w górę sine słupy dymu.
Dym ten wszakże nie przybierał już teraz dawnych rozlicznych kształtów, tylko zawsze zamienił się w mglistą postać jej drogiego chłopca.